# Громбково (Поморське воєводство)
Громбково (пол. Grąbkowo) — село в Польщі, у гміні Потенгово Слупського повіту Поморського воєводства.
Населення — 443 особи (2011).
У 1975-1998 роках село належало до Слупського воєводства.

## Демографія
Демографічна структура станом на 31 березня 2011 року:
|          | Загалом | Допрацездатний вік | Працездатний вік | Постпрацездатний вік |
| -------- | ------- | ------------------ | ---------------- | -------------------- |
| Чоловіки | 214     | 48                 | 148              | 18                   |
| Жінки    | 229     | 43                 | 147              | 39                   |
| Разом    | 443     | 91                 | 295              | 57                   |